# Eoholyniales
Eoholyniales, fosilni biljni red, dio razreda Vendophyceae. Opisan je 1986. Pripadnost diviziji još nije ustanovljena.
Sastoji se od pet vrsta unutar jedne porodice sa roda

## Rodovi
- Eoholyniaceae M.B.Gnilovskaja, A.Istchenko, C.M.Kolesnikov, Korenchuk & Udal

1. Eoholynia M.B.Gnilovskaja	3
2. Kalusina A.Istchenko	1
3. Ladariophyton C.Q.C.Diniz & J.M.Leme	1